# イブラヒマ・ケベ (サッカー選手)
イブラヒマ・ケベ（Ibrahima Kebe,  2000年8月1日 - ）は、マリ共和国・バマコ出身のサッカー選手。CDミランデス所属。ポジションはMF。

## クラブ経歴
2019年2月にジローナFCと契約。契約後Bチームに配属され、2020年6月にトップチームに昇格。同月13日のUDラス・パルマス戦でプロデビュー。2020-21シーズンはトップチームに定着し、主に途中出場ながらリーグ戦28試合で起用された。